# Награда Глас Земана
Глас Земана је награда која се додељује на истоименом такмичарском делу Земан Феста (World Music Fest Zeman), музичког фестивала који се од 2018. године традиционално одржава у Новом Пазару.
Такмичење Глас Земана тежи очувању и промоцији балканске традиционалне музике. Пријављене песме морају бити из домена традиционалне музике Балкана или композиције написане у том маниру. На такмичењу учествују извођачи из региона. Између пријављених песама финалисте бира стручни жири, састављен од признатих музичара и музичких педагога и они наступају у такмичарском делу Земан Феста, уз пратњу фестивалског ансамбла.
Награде су новчане и добијају их три најбоља извођача.

## Досадашњи победници
- 2018: прво место – Звездана Новаковић (Љубљана); друго место – Амни Агановић (Сарајево); треће место – Николи Салаћанину (Земун)
- 2019: прво место – Аделита Кадић (Сарајево); друго место – Мила Смиљковић (Ниш); треће место – Марко Манојловић (Пирот)
- 2020: прво место – Ивана Стојановска (Скопље);[3] друго место – Милица Миловић (Подгорица); треће место – Емина Порча (Сарајево)
- 2021: прво место – Шаха Исаковић (Сарајево); друго место – дует Идна Муминовић и Нејла Жунић (Тузла); треће место Тијана Башић (Бањалука)[4]
- 2022: прво место – Јована Бараксадић (Сремска Митровица); друго место – Марко Крижановић (Суботица);[5] треће место – Јана Ранчић [6]
- 2023: прво место – Сајма Дражанин (Нови Пазар); друго место – Филип Вучић (Никшић); треће место – Хочаоглу Аyберк Сабри (Истанбул)[7]
- 2024: прво место – Хана талић (Какањ); друго место – Сашка Стефановић (Лешак); треће место Сара Миливојевић (Брчко)[8]